# Nymphargus siren
Nymphargus siren là một loài ếch trong họ Centrolenidae, formerly placed in Cochranella.
Nó được tìm thấy ở Colombia, Ecuador, và Peru.
Các môi trường sống tự nhiên của chúng là các khu rừng vùng núi ẩm nhiệt đới hoặc cận nhiệt đới và sông. Loài này đang bị đe dọa do mất môi trường sống.